# هاري وايت (سياسي أمريكي)
هاري وايت (بالإنجليزية: Harry White)‏ هو محامي وقاضي وسياسي أمريكي، ولد في 12 يناير 1834، وتوفي في 23 يونيو 1920. حزبياً، نشط في الحزب الجمهوري. وقد انتخب عضو مجلس ولاية بنسيلفانيا وانتخب عضو مجلس النواب الأمريكي.